# Greg Kogan
Gregory „Greg“ Kogan (* 21. Mai 1947; † 6. September 2019) war ein US-amerikanischer Jazzmusiker (Piano, Keyboard, Orgel).
Kogan arbeitete in der New Yorker Jazzszene ab den 1970er-Jahren u. a. mit Howard McGhee, Buddy Rich (Big Band Machine, 1975), Lionel Hampton, Woody Herman, Sonny Fortune, Elvin Jones, David Fathead Newman und im Joe Morello Quartet (Morello Standard Time, 1994) mit Ralph LaLama und Gary Mazzaroppi. Im Bereich des Jazz war er laut Tom Lord zwischen 1975 und 2010 an 11 Aufnahmesessions beteiligt, u. a. mit Michael Moss and The Four Rivers, Joe Carroll, mit dem Bill Kirchner Nonet (What It Is to Be Frank) und zuletzt mit Mac Gollehon (Mac Straight Ahead). Er trat in den 1990er-Jahren in New Yorker Clubs auf, wie 1994 mit dem Ron Oldrich Quartet und auch als Solist.